# Iwaki (1868)

Kaart van de voormalige Japanse provincies met Iwaki in het rood

Iwaki (磐城国, Iwaki-no kuni) is een voormalige provincie van Japan, gelegen in het oosten van de huidige prefectuur Fukushima.

## Geschiedenis
- 7 december 1868 (19 januari 1869 volgens de gregoriaanse kalender): de provincie wordt opgericht uit de provincie Mutsu
- 1872: Een census schat de bevolking op 348.608